# Silent Shout
Silent Shout är den svenska musikgruppen The Knifes tredje musikalbum. Det släpptes den 15 februari 2006 av gruppens eget skivbolag Rabid Records. Det ursprungliga releasedatumet var den 8 mars, men efter att albumet läckt ut och blev nedladdningsbart på nätet bestämde sig gruppen för att släppa albumet en månad tidigare än vad som var tänkt.
Albumet, pressbilder och musikvideon till "Silent Shout" är inspirerat av seriealbumet Black Hole av den amerikanske serietecknaren Charles Burns.
Albumet blev etta på den svenska albumlistan. Det belönades med en Grammis för årets album, samtidigt som The Knife utsågs till årets artist.  Den amerikanska hemsidan Pitchfork rankade albumet som det bästa under hela 2006. Skivan rankades av Sonic Magazine i juni 2013 som det 24:e bästa svenska albumet någonsin..

## Låtlista
1. "Silent Shout" - 4:53
2. "Neverland" - 3:38
3. "The Captain" - 6:08
4. "We Share Our Mothers' Health" - 4:11
5. "Na Na Na" - 2:27
6. "Marble House" - 5:18
7. "Like a Pen" - 6:13
8. "From Off to On" - 3:57
9. "Forest Families" - 4:08
10. "One Hit" - 4:27
11. "Still Light" - 3:15

Extramaterial
- "Silent Shout" (Video)

## Singlar
- Silent Shout, med remixar som Williams Acidic Circuits Remix, Troy Pierce Barado en Locombia mix och Shinedoe Remix. Videon gjordes av Andreas Nilsson.
- Marble House, med remixar som PTR Remix, Booka Shade Remix, Rex the Dog Remix, med flera. Videon gjordes av Björn Renner.
- We Share Our Mothers’ Health, med remixar som Trentemöller Remix, Radio Slave Dub, med flera. Videon gjordes av Motomichi Nakamura.
- Like a Pen

### Fotnoter
1. ↑  Sundsvalls Tidning: The Knife släpper "Silent shout" i förväg
2. ↑  Hitparad.se: Listplaceringar Arkiverad 24 oktober 2012 hämtat från the Wayback Machine.
3. ↑  ”Grammis”. Arkiverad från originalet den 17 mars 2012. https://web.archive.org/web/20120317055524/http://www.ifpi.se/wp/wp-content/uploads/100428-lc-vinnare-genom-%C3%A5ren.pdf. Läst 1 maj 2011.
4. ↑  Pitchfork Media: Top 50 Albums of 2006
5. ↑  Sonic #69, sommaren 2013